# Gates Mills, Ohio
Gates Mills là một làng thuộc quận Cuyahoga, tiểu bang Ohio, Hoa Kỳ. Năm 2010, dân số của làng này là 2270 người.

## Dân số
- Dân số năm 2000: 2493 người.
- Dân số năm 2010: 2270 người.